# Resolução 267 do Conselho de Segurança das Nações Unidas
A Resolução 267 do Conselho de Segurança das Nações Unidas aprovada por unanimidade em 3 de julho de 1969, depois de reafirmar a Resolução 252, conclama Israel a rescindir medidas de anexação de Jerusalém Oriental. O Conselho também concluiu que, no caso de uma resposta negativa ou sem resposta de Israel, voltaria a discutir outras ações.